# Luzou
Der Luzou ist ein Fluss in Frankreich, der im Département Landes in der Region Nouvelle-Aquitaine verläuft. Er entspringt unter dem Namen Ruisseau de Larquier im südwestlichen Gemeindegebiet von Rion-des-Landes, knapp an der Grenze zur benachbarten Gemeinde Boos und entwässert generell in südöstlicher Richtung. Bei Bégaar dreht er auf Südwest und mündet kurz darauf nach insgesamt rund 28 Kilometern an der Gemeindegrenze von Bégaar und Pontonx-sur-l’Adour als rechter Nebenfluss in den Adour.

## Orte am Fluss
(Reihenfolge in Fließrichtung)
- Boos
- Larquier, Gemeinde Laluque
- Bégaar